# Віконт Горт

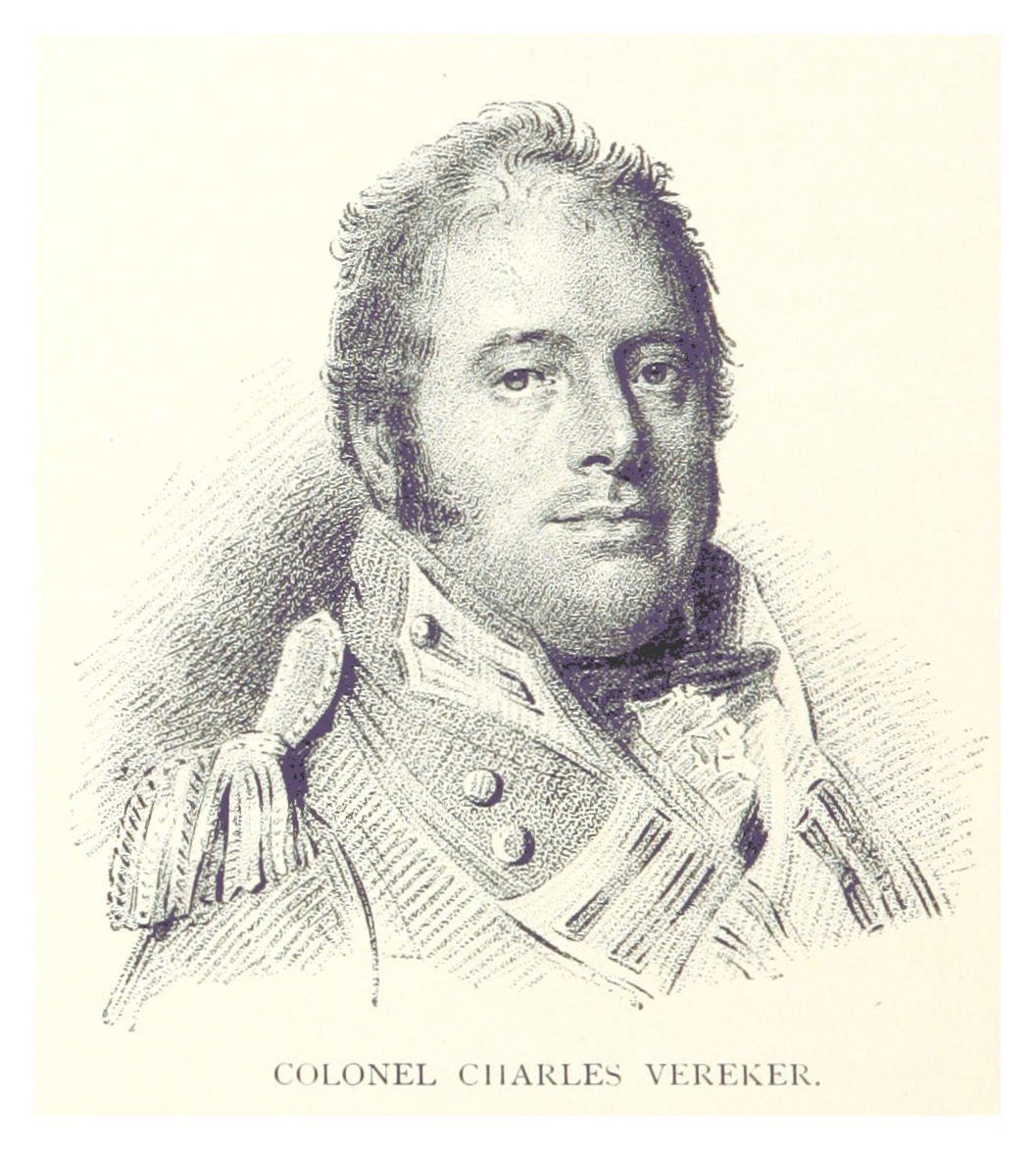
Полковник Чарльз Верекер (1768—1842) — ІІ віконт Ґорт.

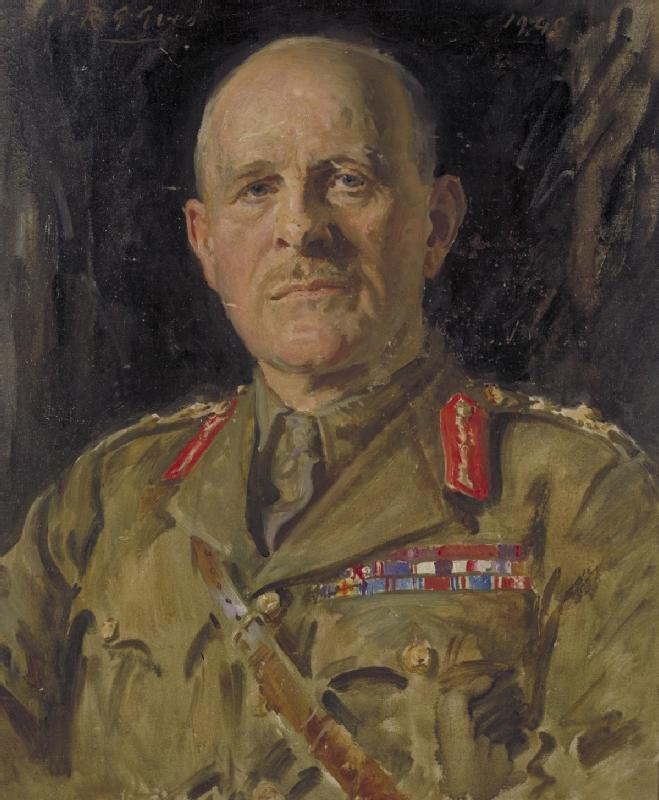
Генерал Джон Стендіш Сертіс Прендергаст Верекер (1886—1946) — VI віконт Ґорт.

Віконт Ґорт (англ. Viscount Gort) — аристократичний титул в перстві Ірландії.

## Історія віконтів Ґорт
Титул віконт Ґорт створювався двічі — в перстві Ірландії та в перстві Великої Британії. Ґорт- невеличке містечко в графстві Галвей на заході Ірландії. Титул віконт Ґорт у перстві Великої Британії зник, але в перстві Ірландії зберігся.
У перстві Ірландії титул віконт Ґорт був уперше створений у 1816 році для Джона Прендергаста-Сміта. На той час він уже отримав титул барона Кілтартон з Ґорта, що в графстві Галвей у перстві Ірландії в 1810 році. Джон Прендергаст-Сміт був племінником сера Томаса Прендергаста — ІІ баронета Прендергаст. Джон успадкував маєтки свого дядька після його смерті в 1760 році. Він не мав права успадкувати титул дядька, але заповіт дозволив йому підвищити соціальний статус і це дозволило йому потім отримати аристократичні титули, а потім стати пером Ірландії. Джон Сміт був сином Чарльза Сміта — депутата Палати громад парламенту Ірландії від Лімерика та Елізабет Прендергаст. Його дідом і бабусею по батьковій лінії були Томас Сміт- єпископ Лімерику і Доротея Бург (дочка Улісса Бурга), а його дядьками по батьковій лінії були юрист Джордж Сміт і Артур Сміт- архієпископ Дубліна. Його дідом і бабусею по матері були сер Томас Прендергаст — І баронет Прендергаст, що загинув у битві при Мальплаке в 1709 році, і Пенелопа Кадоган — сестра Вільяма Кадогана — І графа Кадогана. Лорд Ґорт був полковником міліції Лімерика і був депутатом Палати громад від Карлоу з 1776 по 1783 рік і від Лімерик-Сіті між 1785 і 1798 роками. Лорд Ґорт не мав синів, але титули зміг успадкувати його племінник Чарльз Верекер — син його сестри Джуліани та Томаса Верекера. Тому після смерті Джона Прендергаста-Сміта титули віконт Горт та барон Кілтартон отримала родина Верекер.
Чарльз Верекер, успадкувавши титул став ІІ віконтом Ґорт. Він був обраний депутатом Палати громад парламенту Об'єднаного Королівства Великої Британії та Ірландії і представляв Лімерик. Потім він став депутатом Палати лордів і представляв Ірландію в 1824—1842 роках. Титул успадкував його син — Джон Верекер, що став ІІІ віконтом Ґорт. Як і його батько, він став депутатом парламенту і представляв Лімерик.
Джон Верекер — VI віконт Ґорт був правнуком І віконта Ґорт. Він був відомим військовим, прославився під час Першої світової війни, отримав за мужність найвищі нагороди Британської імперії — Хрест Вікторії та інші три найвищі нагороди. Він отримав посаду начальна Імператорського генерального штабу британської армії. Після здобуття Ірландією незалежності і створення Вільної Ірландської Держави в 1922 році родина Верекер вирішила переселитися в Англію — в графство Дарем. Після початку Другої світової війни він знову командував армією — в найскрутніший для Великої Британії час — під час поразок у Франції в 1939—1940 роках. Він зумів успішно евакуювати оточені британські війська, що врятувало його репутацію як військового. Його призначили губернатором на Мальту, що в ті роки була заблокована ворожими військами і постійно зазнавала бомбардувань. Потім його відправили військовим комісаром в Палестину, де ситуація також була критична. Присвоєння звання фельдмаршала було йому нагородою за неймовірні зусилля в умовах війни на важких ділянках. У 1946 році він отримав титул віконт Ґорт з Гемстерлі-Холл, що в графстві Дарем в перстві Великої Британії. Не дивлячись на заслуги і титули він жив скромно. Синів він не мав, тому після його смерті британські титули зникли, а ірландські титули успадкував його брат Стендіш Верекер, що став VII віконтом Ґорт. Він отримав посаду Верховного шерифа графства Дарем в 1934 році ще до того, як отримав титул пера Великої Британії. Після його смерті в 1975 році титули успадкував його двоюрідний брат, що став VIII віконтом Ґорт. Він був нащадком другого сина IV віконта Ґорт. Він жив на острові Мен, отримав посаду в Палаті ключів нижньої палати парламенту острова Мен. У 1995 році титули успадкував його син Фолі Верекер, що став ІХ віконтом Ґорт. Він теж жив на острові Мен.
Родинним гніздом віконтів Ґорт нині є Коах-Хаус, що біля Кастлтауна на острові Мен.

## Віконти Ґорт з Ґорта (1816)
- Джон Прендергаст-Сміт (1742—1817) — І віконт Ґорт
- Чарльз Верекер (1768—1842) — ІІ віконт Ґорт
- Джон Прендергаст Верекер (1790—1865) — ІІІ віконт Ґорт
- Стендіш Прендергаст Верекер (1819—1900) — IV віконт Ґорт
- Джон Гейдж Прендергаст Верекер (1849—1902) — V віконт Ґорт
- Джон Стендіш Сертіс Прендергаст Верекер (1886—1946) — VI віконт Ґорт, не мав нащадків чоловічої статі
- Стендіш Роберт Гейдж Прендергаст Верекер (1888—1975) — VII віконт Ґорт, не мав нащадків чоловічої статі
- Колін Леопольд Прендергаст Верекер (1916—1995) — VIII віконт Ґорт
- Фолі Роберт Стендіш Прендергаст Верекер (нар. 1951) — IX віконт Ґорт

Спадкоємцем титулу є син теперішнього власника титулу його ясновельможність Роберт Фолі Прендергаст Верекер (1993 р. н.)

## Віконти Ґорт з Гамберті-Кастла (1946)
- Джон Стендіш Сортіс Прендергаст Верекер (1886—1946) — VI віконт Ґорт